# Isan-Stadion der Rajamangala University of Technology Surin-Campus
Das Isan-Stadion der Rajamangala University of Technology Surin-Campus (Thai: สนามกีฬามหาวิทยาลัยเทคโนโลยีราชมงคลอีสาน วิทยาเขตสุรินทร์) ist ein Fußballstadion mit Leichtathletikanlage in der thailändischen Stadt Surin. Es ist die Heimspielstätte des Fußballvereins Surin Khong Chee Mool FC, der momentan in der Thai League 3, der dritthöchsten Liga des Landes, spielt. Das Stadion hat ein Fassungsvermögen von 3000 Personen.